# Agkistrodon contortrix
Il testa di rame (Agkistrodon contortrix (Linnaeus, 1766)) è un serpente velenoso della famiglia dei Viperidi (sottofamiglia Crotalinae), diffuso nella parte orientale del Nordamerica.

## Descrizione
Di una lunghezza compresa tra gli ottanta centimetri e il metro e venticinque, questo serpente ha un corpo color rame, bronzo, marrone o addirittura sfumato di rosa, e sono presenti anche bande scure che vanno a formare un disegno particolare. La punta della coda, invece, è giallo tenue. Le zanne velenifere, come quelle di tutti i crotali, sono tenute normalmente ripiegate e vengono estroflesse solo quando il serpente spalanca la bocca.

## Biologia

### Riproduzione
Il testa di rame nidifica in tarda estate, ma non ogni anno. La femmina dà alla luce piccoli lunghi una ventina di centimetri, in un numero compreso di solito tra cinque e sette esemplari; può capitare, tuttavia, che ne possa partorire fino a venti. Il colore dei piccoli è più chiaro di quello degli adulti; il colore della punta della loro coda è giallo vivo, in modo da attirare lucertole e rane.

### Veleno
Come il mocassino acquatico, anche il testa di rame preda piccoli animali, sia sulla terraferma che in acqua. Il suo veleno è un emotossico che colpisce cuore e sistema circolatorio delle vittime. È potenzialmente pericoloso per l'uomo. Anche se velenosi, questi serpenti non sembrano essere aggressivi e il loro morso non è quasi mai mortale. Sintomi da morso di testa di rame includono dolori acuti, gonfiori, formicolii e forti nausee. Può capitare che vengano danneggiati i tessuti, in particolare se ad essere morsi sono stati gli arti.